# Roger Stanier
Roger Yate Stanier (22 de octubre de 1916 – 29 de enero de 1982) fue un microbiólogo canadiense cuyos trabajos fueron muy influyentes en el desarrollo de la microbiología moderna.

Como estudiante de C. B. van Niel realizó importantes contribuciones a la taxonomía de las bacterias y clasificó a las algas verde-azules como cianobacterias.
En 1957, publicó junto a otros autores, el influyente libro de texto The Microbial World («El mundo microbiano»), que fue editado en cinco ocasiones durante más de tres décadas.
En el transcurso de 24 años en la Universidad de California en Berkeley, llegó al cargo de profesor y dirigió el Departamento of Bacteriología. En 1971 se unió al Instituto Pasteur de París. Recibió varios premios y reconocimientos durante su carrera, incluyendo la Medalla Leeuwenhoek.